# Ruská mužská volejbalová reprezentace
Ruská volejbalová reprezentace mužů reprezentuje Rusko na mezinárodních volejbalových akcích, jako je mistrovství světa nebo mistrovství Evropy.

## Mistrovství světa
| Rok/pořádající země       | Účast                           |
| ------------------------- | ------------------------------- |
| MS 1994 Řecko             | 7. místo                        |
| MS 1998 Japonsko          | 5. místo                        |
| MS 2002 Argentina         | Stříbrná medaile                |
| MS 2006 Japonsko          | 7. místo                        |
| MS 2010 Itálie            | 5. místo                        |
| MS 2014 Polsko            | 5. místo                        |
| MS 2018 Itálie, Bulharsko | 6. místo                        |
| MS 2022 Rusko             | Bez účasti                      |
| Celkem                    | Účast – 7× · – 0× · – 1× · – 0× |

## Mistrovství Evropy
| Rok/pořádající země                                  | Účast              |
| ---------------------------------------------------- | ------------------ |
| ME 1993 Finsko                                       | Bronzová medaile   |
| ME 1995 Řecko                                        | 5. místo           |
| ME 1997 Nizozemsko                                   | 5. místo           |
| ME 1999 Rakousko                                     | Stříbrná medaile   |
| ME 2001 Česko                                        | Bronzová medaile   |
| ME 2003 Německo                                      | Bronzová medaile   |
| ME 2005 Srbsko a Černá Hora                          | Stříbrná medaile   |
| ME 2007 Rusko                                        | Stříbrná medaile   |
| ME 2009 Turecko                                      | 4. místo           |
| ME 2011 Rakousko, Česko                              | 4. místo           |
| ME 2013 Polsko, Dánsko                               | Zlatá medaile      |
| ME 2015 Bulharsko, Itálie                            | 6. místo           |
| ME 2017 Polsko                                       | Zlatá medaile      |
| ME 2019 Belgie, Francie, Nizozemsko, Slovinsko       | 5. místo           |
| ME 2021 Polsko, Česko, Estonsko, Finsko              | 7. místo           |
| ME 2023 Itálie, Bulharsko, Severní Makedonie, Izrael | Bez účasti         |
| Celkem                                               | – 2× · – 3× · – 3× |

## Olympijské hry
| Rok/pořádající země     | Účast                           |
| ----------------------- | ------------------------------- |
| LOH 1996 Atlanta        | 4. místo                        |
| LOH 2000 Sydney         | Stříbrná medaile                |
| LOH 2004 Athény         | Bronzová medaile                |
| LOH 2008 Peking         | Bronzová medaile                |
| LOH 2012 Londýn         | Zlatá medaile                   |
| LOH 2016 Rio de Janeiro | 4. místo                        |
| LOH 2020 Tokio          | Stříbrná medaile                |
| Celkem                  | Účast – 7× · – 1× · – 2× · – 2× |